# Saïd Allik
Pour les articles homonymes, voir Allik.
Saïd Allik (en arabe : سعيد عليق), né le 24 avril 1948 à Tixeraïne, Birmouradraïs en Algérie, est un footballeur algérien devenu entraîneur, puis dirigeant sportif.
Il est président de l'USM Alger de 1994 à 2010. Depuis le 4 novembre 2018 il est nommé  à la présidence du CR Belouizdad. 

## Biographie

### Carrière de joueur
Saïd Allik a évolué durant sa carrière de joueur au poste de défenseur. Il a porté les couleurs de l'USM Alger, du Hydra AC et de l'USM El Harrach.

### Carrière d'entraîneur puis de président
Il a entraîné l'USMA durant la saison 1992-1993 pour ensuite en devenir le président en 1994, le club était alors en seconde division.
Sa période de présidence durera 16 ans et sera pleine de succès pour le club avec notamment quatre championnats mais aussi cinq coupes d'Algérie et deux qualifications aux demi-finales de la Ligue des champions de la CAF.
En 2010, Saïd Allik se retire de la direction de l'USMA, cédant sa place au nouvel actionnaire majoritaire du club, l'homme d'affaires algérien, Ali Haddad.